# 竹内大樹 (俳優)
竹内 大樹（たけうち だいき、1991年10月11日 - ）は日本の俳優。島根県出身。島根県ふるさと親善大使「遣島使」。

## 来歴
2010年
桐朋学園芸術短期大学に入学。
蜷川幸雄、福田善之らに師事。
北京で開催された世界国際演劇学校祭(Global Alliance of Theater School) 第二回、第三回に日本代表として連続出演、主要キャストや主役を演じ、好評を得る。
2012年　
桐朋学園芸術短期大学ミュージカルコース卒。
2014年　
同短大専攻科演劇専攻修了。
『トロイアの女』（鈴木忠志 演出）に出演したのを期に、劇団SCOT(旧称早稲田小劇場)に入団。以後、第7回シアター・オリンピックス（開催国ポーランド）を始め、ヨーロッパツアー公演・中国ツアー公演など国内外の公演に出演。
2020年　
石見地方の芸術によるまちづくり企画【IWAMI ARTS PROJECT 】を代表として立ち上げる。
2021年　
劇団SCOT(旧称早稲田小劇場)を退団。
島根県ふるさと親善大使「遣島使」に就任。

## 出演作品
2014年
- 【真田風雲録】（福田善之演出）猿飛佐助 役
- 【猿飛佐助の憂鬱】（福田善之演出）
- 【トロイアの女】(鈴木忠志演出)

ブロードウェイミュージカル
- 【日陰でも110度】(日本初演、勝田安彦演出)　ジム・カリー 役

2015年　
- 【エレクトラ】(鈴木忠志演出)
- 【世界の果てからこんにちは】[7] (鈴木忠志演出)
- 【トロイアの女】[8] (鈴木忠志演出)
- 【シンデレラ】(鈴木忠志演出)

2016年
- 【トロイアの女】ヨーロッパツアー公演（鈴木忠志演出）
- 【エレクトラ】【カチカチ山】中国ツアー公演[9]。(鈴木忠志演出)
- 【世界の果てからこんにちは】(鈴木忠志演出)
- 【シンデレラ】(鈴木忠志演出)

2017年
- 【シラノ・ド・ベルジュラック】中国ツアー公演(鈴木忠志演出)
- 【世界の果てからこんにちは】(鈴木忠志演出)

2018年
- 【世界の果てからこんにちは】(鈴木忠志演出)

2019年
- 【リア王】中国国家大劇院 (鈴木忠志演出)

第9回シアター・オリンピックス (芸術監督鈴木忠志)
- 【世界の果てからこんにちは】
- 【リア王】
- 【シラノ・ド・ベルジュラック】

2020年
- 【世界の果てからこんにちはII】(鈴木忠志演出)

2022年
- ミュージカル【ダブルトラブル】[10](ウォーリー木下演出)

2023年
- ミュージカル【バンズ・ヴィジット】[11](森新太郎演出) 日生劇場